# Belojarski (Swerdlowsk)
Belojarski (russisch Белоя́рский) ist eine Siedlung städtischen Typs in der Oblast Swerdlowsk (Russland) mit 12.615 Einwohnern (Stand 14. Oktober 2010).

## Geographie
Die Siedlung liegt im Westen des Westsibirischen Tieflandes, etwa 50 km Luftlinie östlich der Oblasthauptstadt Jekaterinburg größtenteils am rechten Ufer der Pyschma. Der Fluss ist einige Kilometer oberhalb des Ortes zum Belojarskoje-Stausee angestaut, der hauptsächlich der Kühlwasserversorgung des an seinem Ostufer gelegenen Kernkraftwerkes Belojarsk dient.
Belojarski ist Zentrum des gleichnamigen Stadtkreises (zuvor Rajon Belojarski).

## Geschichte
Ab 1686 oder 1687 wurde von den Bojaren Tomilow aus Werchoturje im Gebiet um die heutige Siedlung etwa 20 Dörfer gegründet, die unter der Bezeichnung Belojarskaja sloboda zusammengefasst wurden. Der Name ist offensichtlich von den russischen Wörtern jar für ein steiles Flussufer und bely, weiß für die dort zu Tage tretenden hellen Gesteine abgeleitet. 1695 entstand ein Ostrog. Bis 1700 gehörten die Ortschaften zum Ujesd Werchoturje, danach zum Ujesd Tobolsk, ab 1725 schließlich zum Ujesd Jekaterinburg des Gouvernements Perm.
Die Bedeutung der Siedlung wuchs mit der Eröffnung des Sibirischen Trakts durch den Ort 1781. Ein gutes Jahrhundert später wurde 1885 auch die Eisenbahnstrecke Jekaterinburg – Tjumen unweit des Ortes vorbeigeführt, die heute Bestandteil der Transsibirischen Eisenbahn ist.
Im Rahmen einer Verwaltungsreform wurde Belojarskoje, wie das Dorf mittlerweile genannt wurde, 1924 Verwaltungszentrum eines neu geschaffenen, gleichnamigen Rajons. Im März 1927 wurde der Rajon nach der nahen Bahnstation in Baschenowo umbenannt, am 20. September 1933 aufgelöst und sein Gebiet dem Stadtsowjet Swerdlowsk – wie Jekaterinburg seit 1924 hieß – unterstellt. Am 26. Mai 1937 wurde der Rajon Belojarskoje jedoch wiederhergestellt.
1954 begannen auf dem Territorium des Rajons die Vorarbeiten für den Bau des Kernkraftwerkes Belojarsk unweit der heutigen Stadt Saretschny, was sich auch auf die Entwicklung des Dorfes und Rajonverwaltungszentrums auswirkte. Am 14. August 1959 erhielt es unter der heutigen Namensform des Status einer Siedlung städtischen Typs. Gleichzeitig wurden die umliegenden Dörfer Butakowo, Bolschaja und Baschenowo sowie einige Fabriksiedlungen eingemeindet.
Der seit 17. Dezember 1995 im heutigen Umfang – nach Ausgliederung der Stadt Saretschny 1992 und weiteren Veränderungen – in seiner heutigen Form entstandene Rajon Belojarski wurde im Rahmen der Verwaltungsreform in Russland 2007 in einen Stadtkreis umgewandelt.

### Bevölkerungsentwicklung
| Jahr | Einwohner |
| ---- | --------- |
| 1939 | 1.412     |
| 1959 | 9.726     |
| 1970 | 12.669    |
| 1979 | 13.949    |
| 1989 | 13.711    |
| 2002 | 12.645    |
| 2010 | 12.615    |

Anmerkung: Volkszählungsdaten

## Wirtschaft und Infrastruktur
In Belojarski gibt es Betriebe der Forstwirtschaft und der holzverarbeitenden Industrie, des Gerätebaus und der Lebensmittelindustrie sowie eine Verpackungsmittelfabrik.
Die Siedlung liegt an der Transsibirischen Eisenbahn (Station Baschenowo beim gleichnamigen Ortsteil einige Kilometer südwestlich des Ortszentrums; Streckenkilometer 1850 ab Moskau), von der dort eine Nebenstrecke in die Stadt Asbest abzweigt. Durch Belojarski führt die Fernstraße M12 Wostok, die die russische Hauptstadt Moskau mit Tjumen verbindet.